# 馬桑糖
馬桑糖（英語：Coriose），又名柯里糖、番紅花糖（英語：Crocose），即D-阿卓-3-庚酮糖（英語：D-Altro-3-heptulose），是一種庚醣，是由七個碳原子構成的酮醣。存在於馬桑等植物中。

## 另見
- 景天庚酮糖
- 甘露庚酮糖